# Auswandererabgabe
Die Auswandererabgabe, in Österreich auch Passumlage genannt, war eine nach Vermögen gestaffelte Zwangsabgabe, die ab August 1938 von „auswanderungswilligen Juden“ in Österreich und ab 1939 auch im „Altreich“ erhoben wurde.

## Passumlage in Österreich
In Österreich wurde die Auswandererabgabe als so genannte „Passumlage“ von der Zentralstelle für jüdische Auswanderung in Wien vereinnahmt. Ihre Höhe wurde von der Israelitischen Kultusgemeinde sowie dem „Gildemeester-Hilfsbüro“ festgesetzt, das für „Nichtglaubensjuden“ tätig war.
Als Bemessungsgrundlage wurde das nach Abzug aller Steuern einschließlich der Judenvermögensabgabe, der Verbindlichkeiten und notwendigen Auswanderungskosten verbliebene Barvermögen herangezogen. In Österreich wurden dadurch von 1938 bis 1941 über 8,3 Millionen Reichsmark erhoben. Rund die Hälfte der zur Ausreise genötigten Juden blieb von der Passumlage befreit, da ihnen weniger als eintausend Reichsmark verblieben war. Mittellose Juden erhielten aus den durch die Passumlage vereinnahmten Mitteln Fahrkostenzuschüsse, die sich durchschnittlich auf 122 Reichsmark beliefen.

## Auswandererabgabe im „Altreich“
Es ist anzunehmen, dass die Wiener „Passumlage“ das Vorbild für die Auswandererabgabe im Altreich abgab. Die meisten Historiker sehen in Reinhard Heydrich und dessen Mitarbeitern die treibenden Kräfte, um eine entsprechende Abgabe auch im Altreich einzuführen.
In einem Rundschreiben der Reichsvereinigung der Juden in Deutschland vom 25. Februar 1939 wurden für Vermögen oberhalb von 1000 Reichsmark gestaffelte Hebesätze einer Auswandererabgabe zwischen ein und zehn Prozent genannt. Im Gegensatz zur österreichischen Passabgabe wurde die Abgabe von der Reichsvereinigung nicht nur festgelegt, sondern von ihr oder ihren Zweigstellen auch eingezogen. Der Reisepass wurde von Behörden nur ausgehändigt, wenn eine entsprechende Bescheinigung vorlag. 
Im April 1940 wurde die Reichsvereinigung vom Reichssicherheitshauptamt (RSHA) angewiesen, die Abgabe rückwirkend auch von denjenigen Emigranten abzufordern, die schon vor der Einführung dieser Sondersteuer ausgewandert waren. Wenn man dabei nicht auf Guthaben in Sperrmark-Konten zurückgreifen konnte, zog man Verwandte zur Zahlung heran.
Aus den vereinnahmten Mitteln durch Mitgliederbeiträge und Abgaben finanzierte die Reichsvereinigung ihre Aufgaben wie die Förderung der Auswanderung, die Sozialfürsorge und das Bildungswesen. Einnahmen und Ausgaben wurden von der Aufsichtsbehörde durch Walter Jagusch oder dessen Nachfolger Fritz Woehrn im RSHA kontrolliert und bedurften ihrer Genehmigung. Ein Haushaltsplan für die Jahre 1940 bis 1942 veranschlagte Ausgaben in Höhe von 125 Millionen Reichsmark; 71 Millionen sollten davon über künftig oder rückwirkend erhobene Auswandererabgaben gedeckt werden.

## Deutungen
Esriel Hildesheimer wendet sich gegen die Darstellung von Hans Günther Adler und Raul Hilberg, die Behörden hätten die Reichsvereinigung ständig all ihrer ihnen zur Verfügung stehenden Mittel beraubt. Hildesheimer vertritt die Ansicht, die Reichsvereinigung habe die Auswanderersteuer selbständig erheben dürfen und die eingehenden Gelder tatsächlich zur Erfüllung aller ihrer Aufgaben verwenden können. 
Andere Historiker urteilen zurückhaltend bei ihrer Bewertung der Zwangsabgabe, die positive wie auch negative Auswirkungen gehabt habe. Fast 70.000 der jüdischen Emigranten aus dem „Altreich“ besaßen ein Vermögen von weniger als 1000 Reichsmark und etliche der fast unbemittelten Juden waren auf die Beratung und Unterstützung durch die Reichsvereinigung angewiesen. Einerseits wurde durch Mittel aus der Zwangsabgabe die Auswanderung verarmter Juden gefördert und letztlich damit ihre Rettung ermöglicht; andererseits wurde dies durch eine zusätzliche Ausplünderung wohlhabender Juden finanziert.